# Nickelodeon Kart Racers
Nickelodeon Kart Racers ist ein Fun-Racer (Rennspiel), der am 23. Oktober 2018 für die Nintendo Switch, PlayStation 4 und Xbox One von GameMill Entertainment veröffentlicht wurde.

## Spielprinzip
In Nickelodeon Kart Racers können die Spieler 12 verschiedene Charaktere aus den Nickelodeon-Sendungen SpongeBob Schwammkopf, Hey Arnold!, Teenage Mutant Ninja Turtles und Rugrats spielen. Für die Rennen stehen 24 Rennstrecken und verschiedene Fahrzeuge zur Verfügung, welche an die Serien angelehnt sind.

## Entwicklung
Nickelodeon Kart Racers wurde am 25. Juli 2018 angekündigt. Am 23. Oktober 2018 wurde das Spiel für die Nintendo Switch, Playstation 4 und Xbox One veröffentlicht.

## Rezeption
Das Spiel erhielt international schlechte Wertungen. Die Rezensionsdatenbank Metacritic aggregiert beispielsweise für die PlayStation 4 auf Basis von 17 Rezensionen eine Durchschnittswertung von 42. Jan Wöbbeking von lobt die Auswahl an Strecken und Charakteren, kritisiert aber die Grafik und die Fahrphysik.

„Wirklich nur das Nötigste: So lautete vermutlich die Ansage von Publisher GameMill Entertainment bei Nickelodeon Kart Racers. Die Zahl der Strecken und beliebter Figuren ist ordentlich, davon abgesehen lässt sich aber kaum etwas Positives über den Fun-Racer sagen. Statt eines Original-Soundtracks gibt es wirres MIDI-Geklimper, das Fahrverhalten wirkt ähnlich plump wie die veraltete Grafik – und trotz allem muss man manchmal sogar mit Rucklern leben. Darüber hinaus spult das Spiel das typische Programm einer lustlosen Mario-Kart-Kopie ab, wobei nicht mal kleine Besonderheiten wie Verwandlungen oder der Turbo-Schleim verhindern konnten, dass mir ständig die Augen zufielen.“